# 曾宪辉
曾宪辉（1911年—1997年2月23日），男，江西于都人，中华人民共和国政治人物，曾任贵州省政协副主席，贵州省人大常委会副主任，第三、四、五届全国人大代表。